# Mauro Cinquini
Mauro Cinquini (Viareggio, 31 marzo 1960) è un allenatore di hockey su pista ed ex hockeista su pista italiano.
È padre del giocatore Elia Cinquini.

## Biografia
Cresce hockeysticamente nella squadra della sua città il CGC Viareggio dove vince numerosi titoli nazionali giovanili, ma si afferma definitivamente nella vicina Forte dei Marmi.
Come i suoi compagni di squadra Roberto Crudeli e Alessandro Cupisti la stagione 1984-1985 a Forte dei Marmi è quella della definitiva consacrazione.

Perde la semi-finale scudetto contro il Bassano Hockey 54, ma nella stagione 1985-1986 potrà partecipare alla Coppa CERS. 
Rimane a Forte dei Marmi fino all'estate del 1987, quando Piero Ferlinghetti presidente della nuova "potenza dell'hockey", il Roller Monza, decide di riportarlo in Brianza. Saranno 5 stagioni indimenticabili: vince tre scudetti, una coppa Italia e due Coppe delle Coppe.
Partecipa con l'Italia al mondiale di Oporto del 1991, un mondiale sfortunato che vede gli azzurri eliminati nei quarti di finale contro il Brasile. Saranno poi i lusitani, in una "anomala" finale con i Paesi Bassi a laurearsi Campioni del mondo.
Nel 1992 si trasferisce all'Amatori Lodi insieme ad Alessandro Cupisti dove vince un'altra Coppa delle Coppe. 
Poi nuovamente CGC Viareggio e Forte dei Marmi con cui chiude la carriera da giocatore.
Proprio a Forte dei Marmi comincia la carriera da allenatore, conquista con i versiliesi due promozioni in A1. Si riconferma poi a Viareggio dove riporta anche quest'ultima in massima serie. Dopo alcuni anni alla guida del settore giovanile viareggino, torna in panchina dal 2010 al 2012 in A1 alla guida dell'Hockey Sarzana. Nella stagione sportiva 2012-2013 è inattivo.

## Palmarès

### Club

#### Competizioni nazionali
- Campionato italiano: 3

Roller Monza: 1988-1989, 1989-1990, 1991-1992.
- Coppa Italia: 7

Roller Monza: 1989-1990

#### Competizioni internazionali
- Coppa delle Coppe: 3

Roller Monza: 1988-1989, 1991-1992
Amatori Lodi: 1993-1994